# Melinda Kinnaman
Pour les articles homonymes, voir Kinnaman.
Melinda Kinnaman, née le 9 novembre 1971 à Stockholm en Suède, est une actrice suédo-américaine. Elle joue à l'âge de 13 ans dans le film Ma vie de chien de Lasse Hallström, un rôle pour lequel elle remporte le prix de la meilleure jeune actrice dans un film étranger aux 9e Young Artist Awards.

## Biographie
Melinda Kinnaman est née à Stockholm, en Suède, de parents américains, elle a la double nationalité américaine et suédoise depuis 2003. Elle a quatre demi-sœurs et un demi-frère Joel Kinnaman qui est également acteur,. Elle fait ses études à la Swedish National Academy of Mime and Acting (en) à Stockholm de 1991 à 1994, puis fait partie de la troupe du Théâtre dramatique royal et joue dans de nombreuses pièces classiques. Elle a également montré des talents acrobatiques dans un spectacle de cirque contemporain adapté de Roméo et Juliette.
Elle est active à la télévision depuis 1988, et de 2015 à 2017 elle interprète un des rôles principaux dans la série Modus.

## Vie privée
Melinda Kinnaman a deux enfants, un fils et une fille née en avril 2017 avec le danseur et chorégraphe Tilman O'Donnell.

## Filmographie

### Cinéma
- 1985 : Ma vie de chien  (Mitt liv som hund) de Lasse Hallström : Saga
- 1986 : Le Chemin du serpent (Ormens väg på hälleberget) de Bo Widerberg : Eva enfant
- 1988 : Vargens tid (sv) de Hans Alfredson : Isis
- 1992 : Les Enfants du dimanche (Söndagsbarn) de Daniel Bergman : Fille aveugle
- 1996 : Ellinors bröllop (sv) de Henry Meyer (sv) : Maria
- 1997 : Slutspel (sv) de Stephan Apelgren (sv) : Johanna
- 2002 : Hus i helvete (sv) de Susan Taslimi : Minoo
- 2004 : Le Fil de la vie  (Strings) de Anders Rønnow Klarlund (en) : Zita (voix, version suédoise)
- 2017 : Paddy, la petite souris (en) (Gordon & Paddy) de Linda Hambäck : Paddy (voix)
- 2020 : De forbandede år (da) d'Anders Refn : Veronika
- 2021 : Ma mère est un gorille (et alors?) (Apstjärnan) de Linda Hambäck : Gerd
- 2021 : Bergman Island de Mia Hansen-Løve : Berit

### Télévision
- 1988 : En far de Bo Widerberg (téléfilm) : Bertha
- 1989 : Le Canard sauvage (Vildanden) (mini-série) : Hedvig Ekdahl (3 épisodes)
- 1989 : Vägen hem (sv) de Colin Nutley (téléfilm) : Maja
- 1995-1997 : Radioskugga (en) (série télévisée) : Vanja (3 épisodes)
- 1996 : Ett sorts Hades (sv) de Lars Norén (téléfilm) : Marie
- 1997 : Chock (en) (série télévisée) : Judith (épisode 4)
- 1998 : Personkrets 3:1 d'Arn-Henrik Blomqvist (sv) (téléfilm) : Sanna
- 1999 : Mary, Mother of Jesus de Kevin Connor (téléfilm) : Marie jeune
- 2003 : Norrmalmstorg (sv) de Håkan Lindhé (sv) (téléfilm) : Kicki
- 2003 : Mannen som log (sv) (mini-série) : Kristina Harderberg (2 épisodes)
- 2004-2006 : Nom de code : L'Aigle (sv) (Ørnen: En krimi-odyssé) (série télévisée) : Frida Evander (8 épisodes)
- 2006 : Klovn (série télévisée) : Melinda (saison 4, épisode 8)
- 2008 : Häxdansen (sv) (mini-série) : Nadja (6 épisodes)
- 2012 : Odjuret de Daniel Alfredson (téléfilm) : Mariana Hermansson
- 2015 : Bron (série télévisée) : Anna (saison 3, 4 épisodes)
- 2015-2017 : Modus (série télévisée) : Inger Johanne Vik (16 épisodes)
- 2019 : Den inre cirkeln (sv) (série télévisée) : Astrid Pahlawi (8 épisodes)
- 2022 : Nattryttarna (sv) (série télévisée) : Katarina Rosén (8 épisodes)
- 2023 : Ett dockhem de Anna Pettersson (sv) (téléfilm) : Fru Linde
- 2024 : Ronja Räubertochter (en) (Ronja Rövardotter) : Storvittran (4 épisodes)